# Caiaque polo

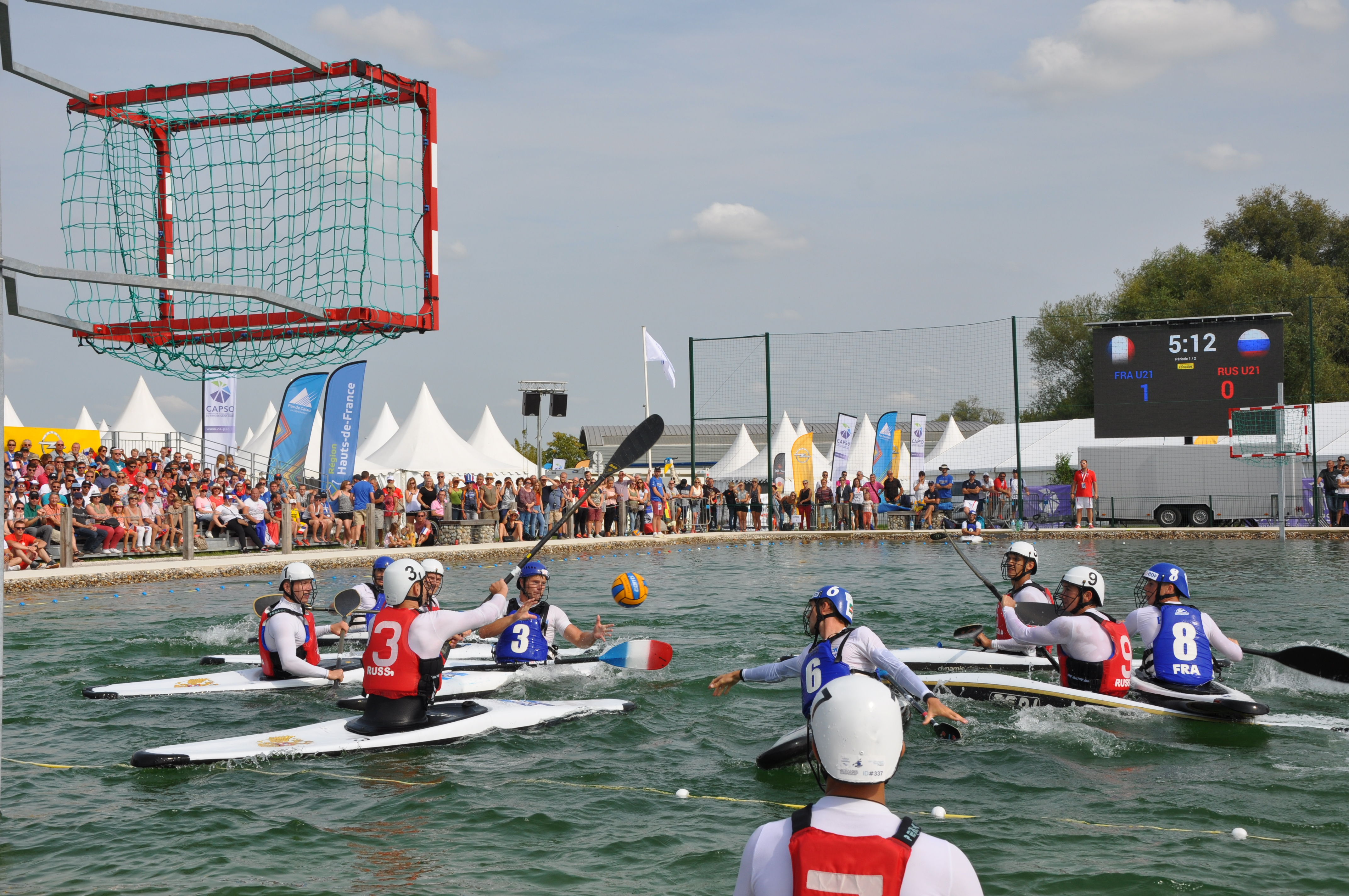
Caiaque Polo

O Caiaque Polo é um esporte aquático que combina elementos da canoagem com técnicas de esportes coletivos com bola, cujo objetivo é marcar gols na meta adversária. O jogo é frequentemente descrito como uma combinação de polo aquático, basquete e caiaques. 
Com duas equipes de 8 jogadores, sendo 5 titulares e 3 reservas, a modalidade esportiva une agilidade, agressividade e muita inteligência tática. Assim como no basquete e no polo aquático, as táticas e a jogabilidade são essenciais, mas com a complexidade adicional dos barcos.

## Origens
Surgiu na Grã-Bretanha, originando-se de práticas de canoagem em rios e slalom no final do século XIX.

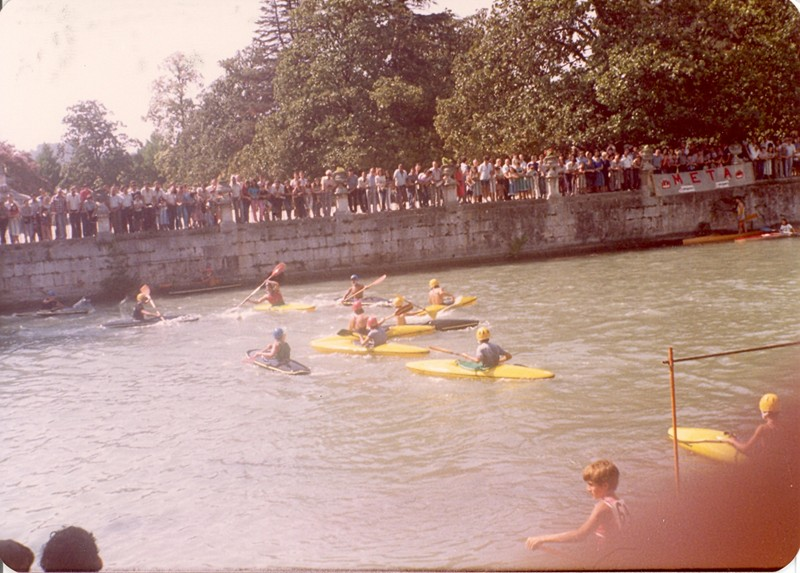
Caiaque Polo na década de 80

Uma imagem intitulada 'Polo on the Sea' foi publicada pela revista Punch em 1875, indicando os primeiros sinais do esporte. O nascimento moderno do Caiaque Polo, no entanto, pode ser atribuído ao evento de demonstração realizado no National Canoe Exhibition no Crystal Palace National Sports Centre, Londres, em 1970. A partir daí, o primeiro subcomitê de Caiaque Polo da British Canoe Union foi formado, estabelecendo o quadro moderno do jogo.

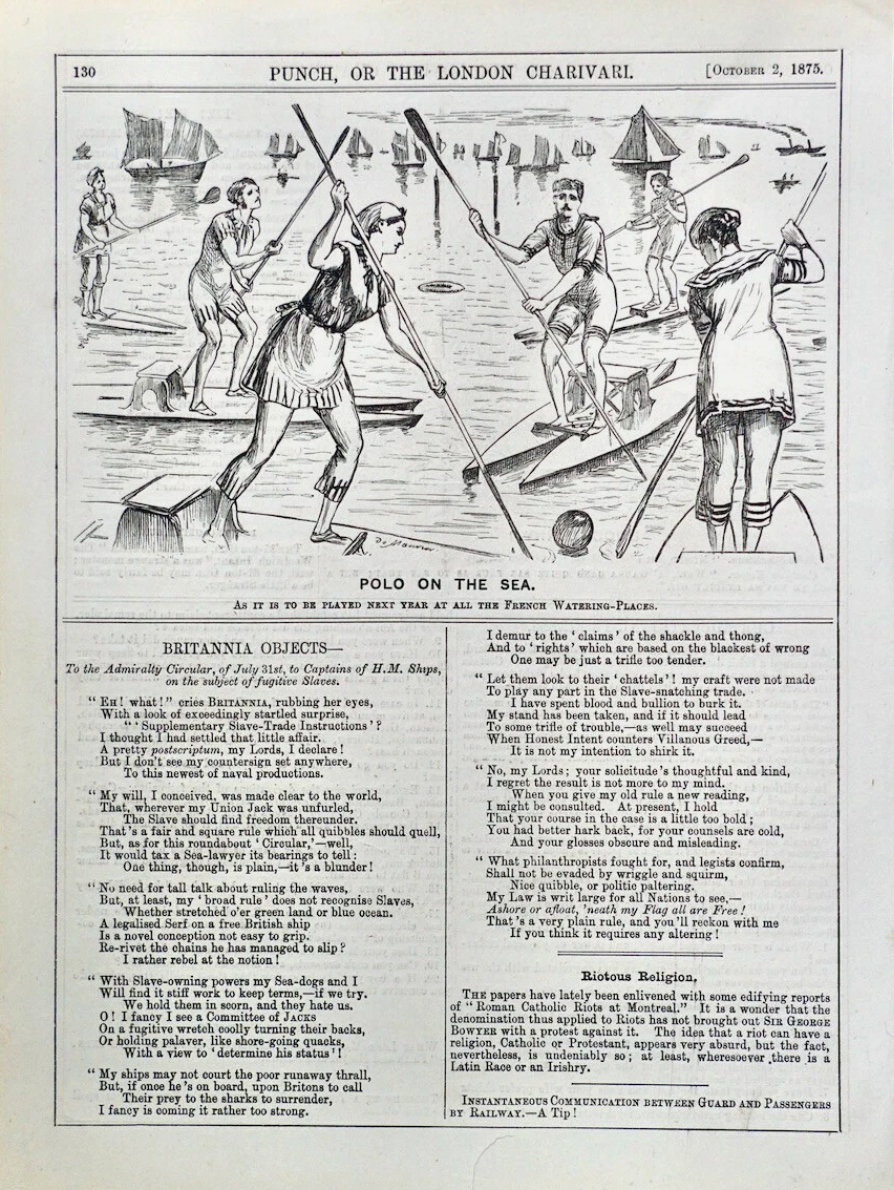
Polo on the Sea 1875 - Punch Magazine

De acordo com o site da Confederação Brasileira de Canoagem, a motivação do esporte surgiu durante o inverno e períodos de estiagem dos rios, onde praticantes de canoagem começaram a treinar em piscinas, introduzindo uma bola para aprimorar habilidades de remada e controle do caiaque. Essa prática evoluiu para o esporte conhecido hoje, com regras definidas e campeonatos organizados.

### Caiaque Polo no Brasil
O Caiaque Polo foi introduzido no Brasil por uma equipe de remadores que participou do mundial de Sheffield. Desde julho de 1994, o esporte tem evoluído significativamente no país. O primeiro torneio brasileiro contou com a presença de equipes europeias e sul-americanas e fez parte do Primeiro Festival Olímpico de Verão, organizado pelo Comitê Olímpico Brasileiro (COB).

## Regras e Jogabilidade

### Fundamentos do Jogo[3]

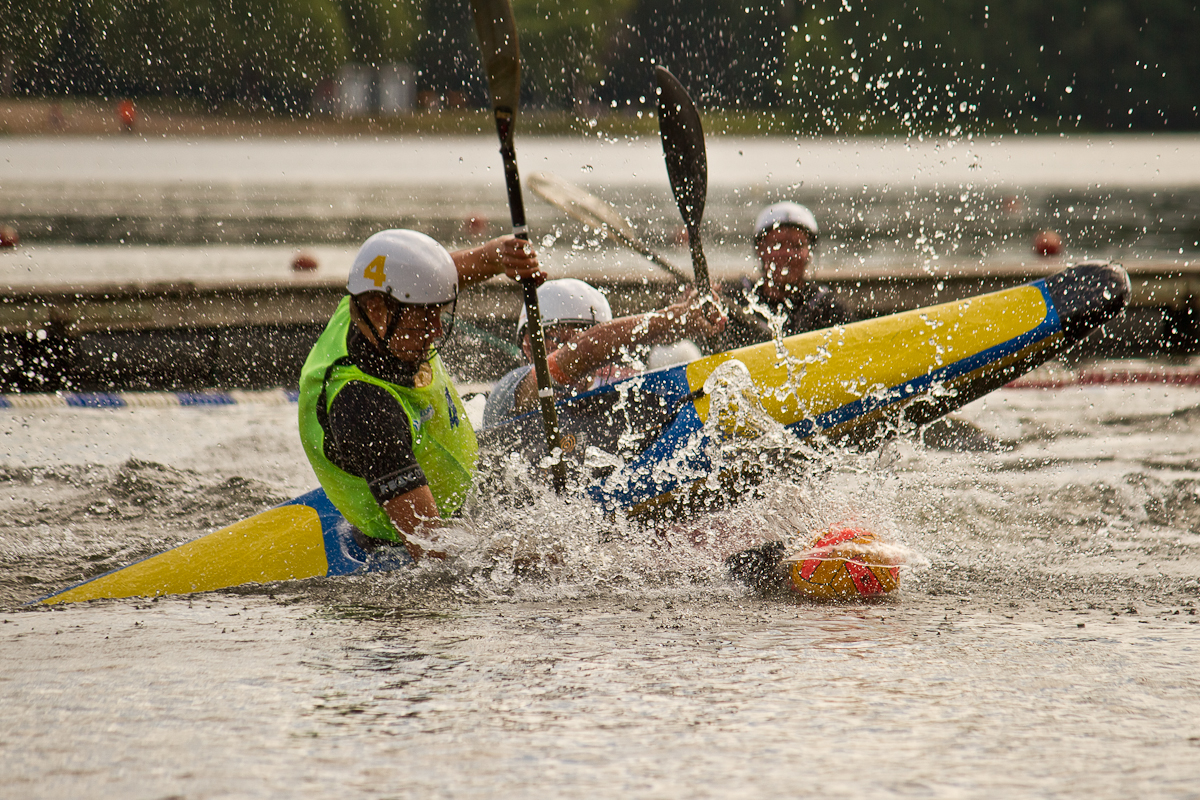
Disputa de bola no Caiaque Polo

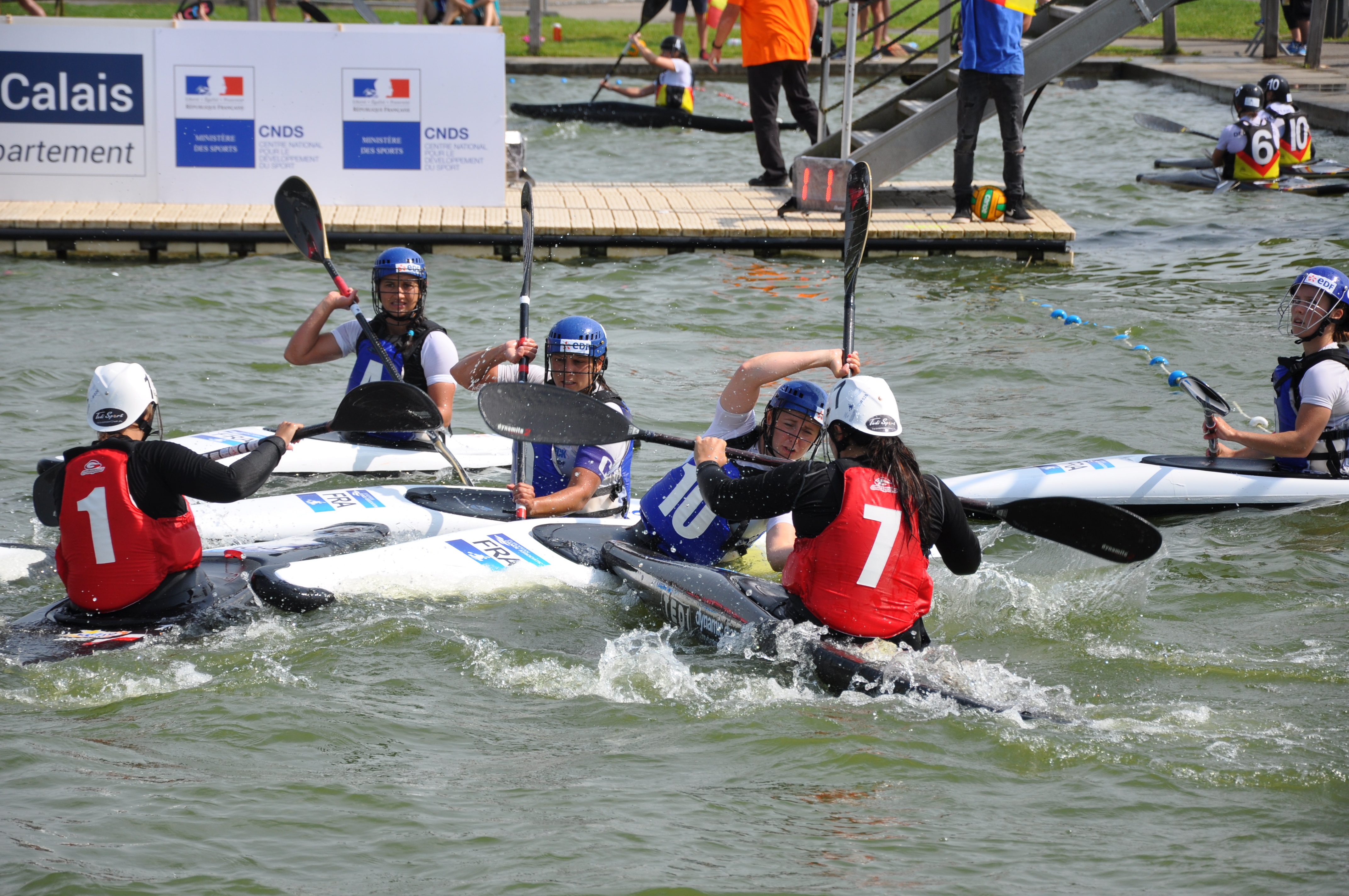
Partida de Caiaque Polo

O Caiaque Polo é jogado por dois times, cada um com cinco canoístas (cada equipe pode ser composta por no máximo 10 atletas, ao qual 8 podem ser escalados para cada partida, cinco titulares e três reservas), em uma quadra de 35 metros de comprimento por 23 metros de largura. O objetivo é marcar gols na meta do time adversário, posicionada a uma altura de 2 metros da superfície da água. O esporte combina a emoção dos esportes radicais com a estratégia dos esportes coletivos, proporcionando um espetáculo atrativo para os espectadores.

### Equipamentos e Campo de Jogo
Os caiaques utilizados têm cerca de 3 metros de comprimento. 
Os jogadores devem usar capacetes, coletes salva-vidas e saias de tecido flexível para impedir a entrada de água no caiaque. 
Os remos devem ter extremidades arredondadas por segurança. 
As metas medem 1,5 x 1,0 metros e são posicionadas a 2 metros acima da superfície da água.

### Principais Regras
1. A bola pode ser arremessada ou segurada com as mãos ou com o remo.
2. Um jogador pode possuir a bola por no máximo 5 segundos.
3. É permitido empurrar um adversário que esteja com a posse de bola, utilizando uma mão aberta e somente no ombro, com o intuito de virar sua embarcação e recuperar a bola.
4. Faltas incluem tocar no caiaque ou no corpo do adversário com o remo ou a mão.
5. Áreas específicas de 6 metros são definidas para táticas defensivas e ofensivas.[1]

### Táticas e Estratégias
As táticas no Caiaque Polo são semelhantes às do basquete, com marcações tipo zona (1-2-2), zona (1-3-1) e homem a homem sendo as mais comuns.

## Popularidade e Competições Internacionais

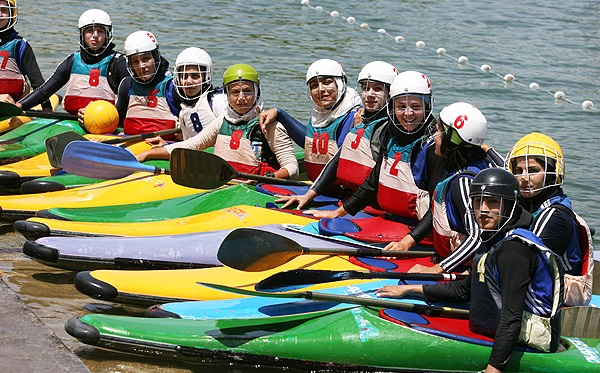
Caiaque polo pelo mundo

Hoje, o Caiaque Polo é jogado em muitos países em todos os continentes habitados, tanto recreativamente quanto como um esporte de alto rendimento. O esporte possui Campeonatos Mundiais a cada dois anos e Campeonatos Continentais Europeus, Asiáticos, Africanos e Pan-Americanos nos anos intermediários. 
A Canoe Polo committee da Federação Internacional de Canoagem organiza o esporte internacionalmente.

## Campeonato Pan-Americano de Caiaque Polo

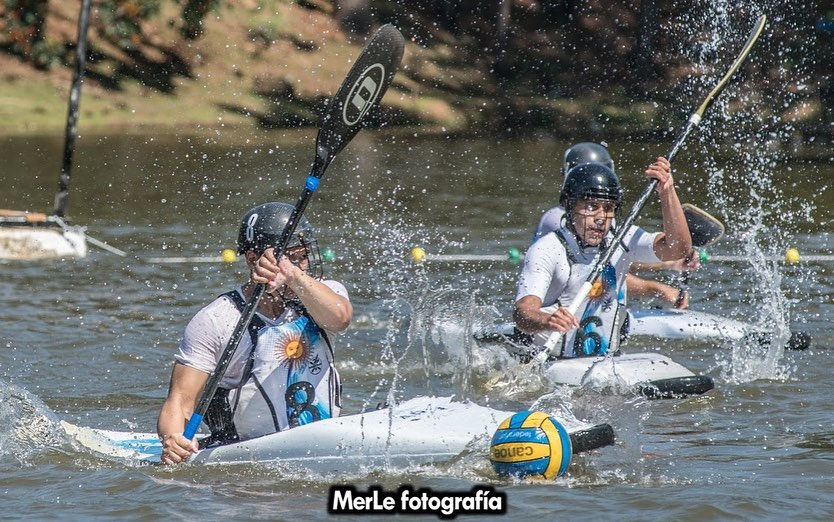
Pan-Americano 2019

O Campeonato Pan-Americano de Caiaque Polo acontece a cada dois anos (datas ímpares) e reúne as principais equipes praticantes da modalidade na América Latina e América do Norte. O campeão continental garante vaga para o Campeonato Mundial de Caiaque Polo do ano subsequente, que sempre ocorre nos anos pares. 
Em 2023, o Brasil sagrou-se campeão Pan-Americano masculino sênior da modalidade pela sétima vez, sendo a equipe com a maior quantidade de títulos em todo o continente Americano.

### Categoria Masculino Sênior

#### Quadro de medalhas na categoria Masculino Sênior
| No. | País                 | Ouro | Prata | Bronze | Total |
| --- | -------------------- | ---- | ----- | ------ | ----- |
| 1   | Brasil (BRA)         | 7    | 1     | 1      | 9     |
| 2   | Estados Unidos (USA) | 1    | 5     | 1      | 7     |
| 3   | Canadá (CAN)         | 1    | 2     | 4      | 7     |
| 4   | Argentina (ARG)      | 0    | 1     | 2      | 3     |
| 5   | Paraguai (PRY)       | 0    | 0     | 1      | 1     |

### Categoria Masculino Sub-21

#### Quadro de medalhas na categoria Masculino Sub-21
| No. | País                  | Ouro | Prata | Bronze | Total |
| --- | --------------------- | ---- | ----- | ------ | ----- |
| 1   | Brasil (BRA)          | 2    | 0     | 1      | 3     |
| 2   | Guiana Francesa (GUF) | 1    | 0     | 0      | 1     |
| 3   | Argentina (ARG)       | 0    | 1     | 2      | 3     |
| 4   | Estados Unidos (USA)  | 0    | 1     | 0      | 1     |
| 5   | Canadá (CAN)          | 0    | 1     | 0      | 1     |

## Campeonato Brasileiro de Caiaque Polo
No ano de 1995, na cidade do Rio de Janeiro, aconteceu o primeiro Campeonato Brasileiro da modalidade, com a equipe paulistana São Polo sagrando-se como a primeira campeã nacional de Caiaque Polo.

### Resultados do Campeonato Brasileiro de Caiaque Polo
| Ano  | Equipe Campeã Brasileira | Município | UF |
| ---- | ------------------------ | --------- | -- |
| 1995 | São Polo                 | São Paulo | SP |
| 1996 | Widers                   | São Paulo | SP |
| 1997 | Iate Clube Londrina      | Londrina  | PR |
| 1998 | Iate Clube Londrina      | Londrina  | PR |
| 1999 | Iate Clube Londrina      | Londrina  | PR |
| 2000 | São Polo                 | São Paulo | SP |
| 2001 | Iate Clube Londrina      | Londrina  | PR |
| 2002 | São Polo                 | São Paulo | SP |
| 2003 | São Polo                 | São Paulo | SP |
| 2004 | Iate Clube Londrina      | Londrina  | PR |
| 2005 | Iate Clube Londrina      | Londrina  | PR |
| 2006 | Renegados                | São Paulo | SP |
| 2007 | Renegados                | São Paulo | SP |
| 2008 | Iate Clube Londrina      | Londrina  | PR |
| 2009 | Iate Clube Londrina      | Londrina  | PR |
| 2010 | São Polo                 | São Paulo | SP |
| 2011 | São Polo                 | São Paulo | SP |
| 2012 | São Polo                 | São Paulo | SP |
| 2013 | Grilos                   | Londrina  | PR |
| 2014 | Iate Clube Londrina      | Londrina  | PR |
| 2015 | São Polo                 | São Paulo | SP |
| 2016 | São Polo                 | São Paulo | SP |
| 2017 | São Polo                 | São Paulo | SP |
| 2018 | Grilos                   | Londrina  | PR |
| 2019 | Grilos                   | Londrina  | PR |
| 2020 | Grilos                   | Londrina  | PR |
| 2021 | Grilos                   | Londrina  | PR |
| 2022 | Grilos                   | Londrina  | PR |
| 2023 | Grilos                   | Londrina  | PR |
| 2024 | Nômades                  | São Paulo | SP |
| 2025 | São Polo                 | São Paulo | SP |

###### Quadro de Medalhas Masculino Sênior
| No.   | Equipe              | Município | UF    | Ouro |
| ----- | ------------------- | --------- | ----- | ---- |
| 1     | São Polo            | São Paulo | SP    | 11   |
| 2     | Iate Clube Londrina | Londrina  | PR    | 9    |
| 3     | Grilos              | Londrina  | PR    | 7    |
| 4     | Renegados           | São Paulo | SP    | 2    |
| 5     | Widers              | São Paulo | SP    | 1    |
| 6     | Nômades             | São Paulo | SP    | 1    |
| Total | Total               | Total     | Total | 31   |

## Campeonato Mundial de Caiaque Polo

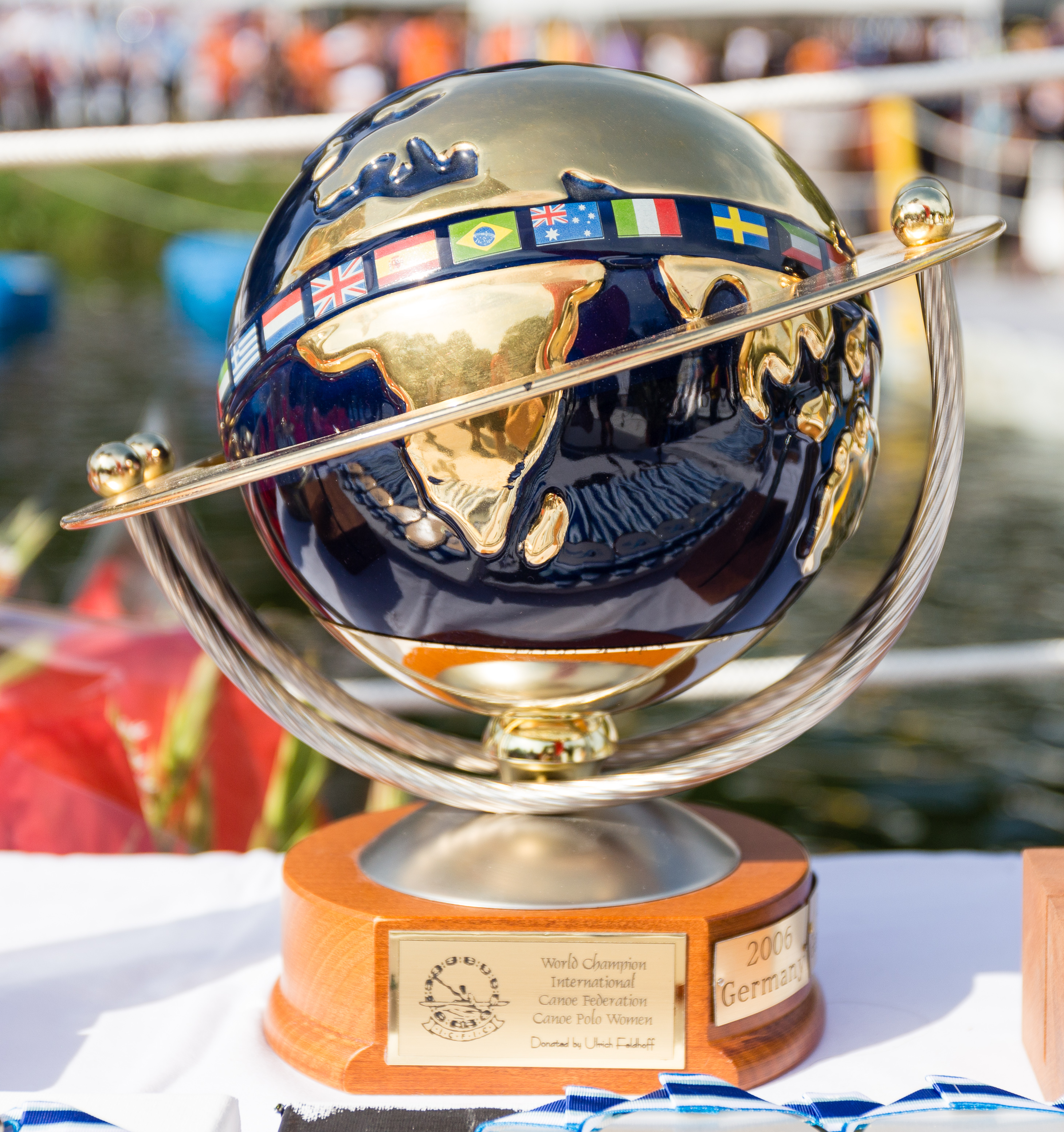
Troféu do Campeonato Mundial de Caiaque Polo

O primeiro Campeonato Mundial de Caiaque Polo foi realizado em 1994, em Sheffield, Inglaterra, e contou com a participação de 18 países, incluindo o Brasil.
No ano de 2000 o Brasil sediou o Campeonato Mundial de Caiaque Polo, nas piscinas do conjunto poliesportivo do Ginásio Ibirapuera em São Paulo. O evento foi um sucesso de organização e teve 20 países participantes, ficando o Brasil em 9º lugar a melhor classificação até hoje na história. Os resultados dos Campeonatos Mundiais de Caiaque Polo podem ser conferidos aqui.

## Caiaque Polo no World Games
O Brasil não conta com nenhuma participação da sua equipe de Caiaque Polo nos Jogos Mundiais. Os resultados do Caiaque Polo no World Games podem ser conferidos aqui.